# Jacques Cheminade
Jacques Cheminade (Buenos Aires, 1941. augusztus 20. –) francia-argentin politikus, volt diplomata. Jelöltként indult a francia elnökválasztáson 1995-ben (a Fédération pour une nouvelle solidarité, FNS), 2012-ben és 2017-ben (kétszer a Solidarité et Progrès, SP). A Cheminade háromszor az utolsó helyen végzett az összes jelölt között. 1996. február 29-e óta a Solidarité et Progrès párt vezetője.
Cheminade a HEC Paris-ban és az ENA-ban tanult. Amikor kereskedelmi attasé volt a washingtoni francia nagykövetségen, (1972–1977) találkozott Lyndon LaRouche-al, aki befolyásolta politikai elképzeléseit. A Cheminade-t ezt követően az amerikai FBI felügyelte.